# Lain GR
| GR ist das Kürzel für den Kanton Graubünden in der Schweiz. Es wird verwendet, um Verwechslungen mit anderen Einträgen des Namens Lain zu vermeiden. |

Lain ist eine Fraktion der schweizerischen Gemeinde Vaz/Obervaz. Sie setzt sich aus den beiden Dorfteilen Tgioc und Quadra zusammen. Die drei benachbarten Stammfraktionen Lain, Muldain und Zorten werden zusammen als Obervaz bezeichnet. Sie liegen auf einer Terrasse am Südhang des Crap la Pala über der tief eingeschnittenen Schlucht der Albula.

## Geschichte
Die Terrasse von Obervaz war schon früh bewohnt und diente bis ins 19. Jahrhundert der Land- und Forstwirtschaft. Die Einwohner betrieben Ackerbau, Milchwirtschaft und Viehzucht. Die Fraktionen Lenzerheide und Valbella dienten als Maiensässe zur Sömmerung des Viehs. Die Alpen und Weiden wurden genossenschaftlich genutzt.
Nach dem Ende der Bündner Wirren erlebte Obervaz einen wirtschaftlichen und kulturellen Aufschwung, der seinen Niederschlag im Haus- und Kirchenbau fand. Vom 16. bis Mitte des 18. Jahrhunderts übte die Patrizierfamilie de Florin grossen Einfluss aus. Mitglieder der Familie waren Podestaten in Teglio (Veltlin) und bischöfliche Vögte. Johann Leonhard de Florin erbaute 1652 das so genannte Schlössle in Lain, sein Sohn Remigius das Junkerhaus in Muldain.
Im 19. und 20. Jahrhundert fanden manche Bewohner im Ausland eine Beschäftigung als Zuckerbäcker, Cafétier, Ladendiener oder Unternehmer. Wirtschaftlich erfolgreich waren:
- Jakob Fidel Margreth, Holzhandel in Triest und Udine
- Johann Valentin Margreth, Inhaber eines Spezereiladens in Concordia (Herzogtum Modena)
- Benedikt und Donat Anton Parpan, Cafétiers in San Vito und Udine
- Luzi Simonessa, Inhaber einer Crèmerie-Restaurant in Paris
- Linard Cadosch, Inhaber des Café de la Légion d'Honneur in Paris
- Hilarius Margreth, Inhaber eines Restaurants in Le Mans
- Luzi Josef Candraja, Zuckerbäcker in Bordeaux und Arcachon
- Peter Anton Tanno, Zuckerbäcker in Wien
- Johann Valentin Margreth, Cafétier in Hamburg
- Jakob Margreth, römisch-katholischer Theologe, Sohn des ausgewanderten Obervazer Cafétiers Joh. Jak. Margreth-Häcker
- Pasquale Margreth[1], römisch-katholischer Theologe, Titularbischof und Förderer des katholischen Schulwesens in Italien

Mit dem aufkommenden Tourismus gingen viele Vazer auswärts in Gewerbe und Hotellerie einer Beschäftigung nach.

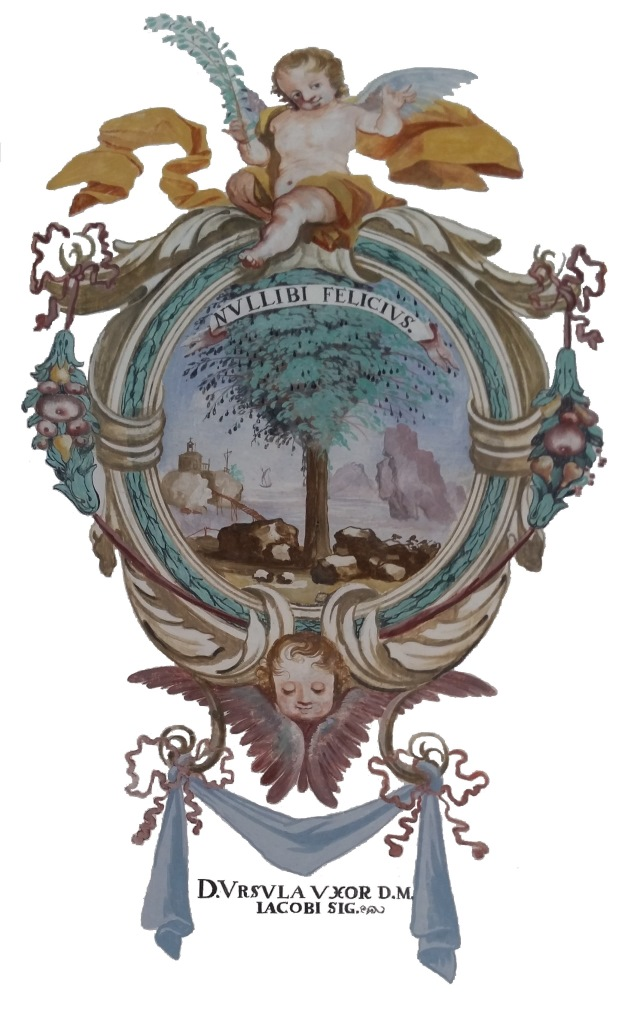
Emblem von Ursula Sigron-de Cadusch (1644–1726) in der Kirche St. Luzi in Lain. Ein Olivenbaum in einer kargen Landschaft. Die Inschrift NULIBI FELICIUS bedeutet NIRGENDS GLÜCKLICHER.

## Sehenswürdigkeiten

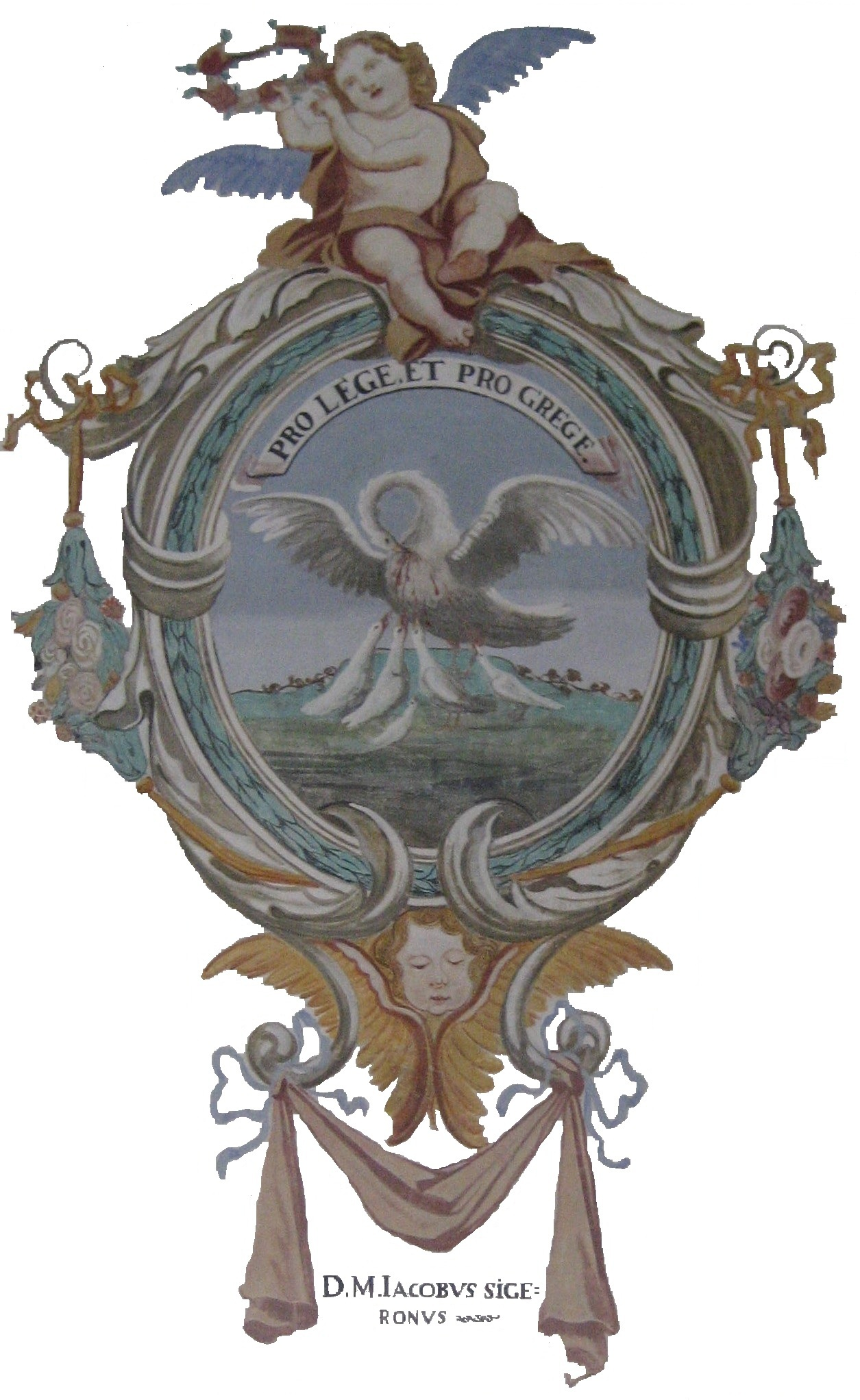
Emblem von Podestat Jakob Sigron II. (1645–1735), Podestat in Morbegno und Präsident der Syndikatur. Ein Pelikan füttert seine Jungen mit dem eigenen Blut. Die Inschrift PRO LEGE ET PRO GREGE bedeutet FÜR RECHT UND VOLK. (Kirche St. Luzi in Lain)

Die 1508 erstmals erwähnte Kirche St. Luzius wurde 1678–80 in barockem Stil neu gebaut und 1962 restauriert. Der Innenraum ist reich dekoriert. Im Chor erzählt ein achtteiliger Bilderzyklus die vielschichtige Legende des Kirchenpatrons Luzius. Auf dem Altarbild thront der heilige Luzius über der Obervazer Siedlungsterrasse. Den Chorbogen und das Kirchenschiff zieren 26 Embleme. Im Schiffsgewölbe ist ein Fresko mit dem nördlich der Alpen selten anzutreffenden Thema Die Rettung der Kirche durch den heiligen Franziskus zu sehen. Die zahlreichen Inschriften belegen die finanzielle Unterstützung der lokalen Bevölkerung für die Kirchenausstattung. Die Hauptfassade zeigt eine Lactacio mit dem heiligen Bernard von Clairvaux und ein Fresko mit dem heiligen Florinus von Ramosch. Im Giebelbild sind die beiden Kapuzinerpatres Bernardo da Morone und Lorenzo da Edolo dargestellt, flankiert von der Obervazer Bevölkerung.

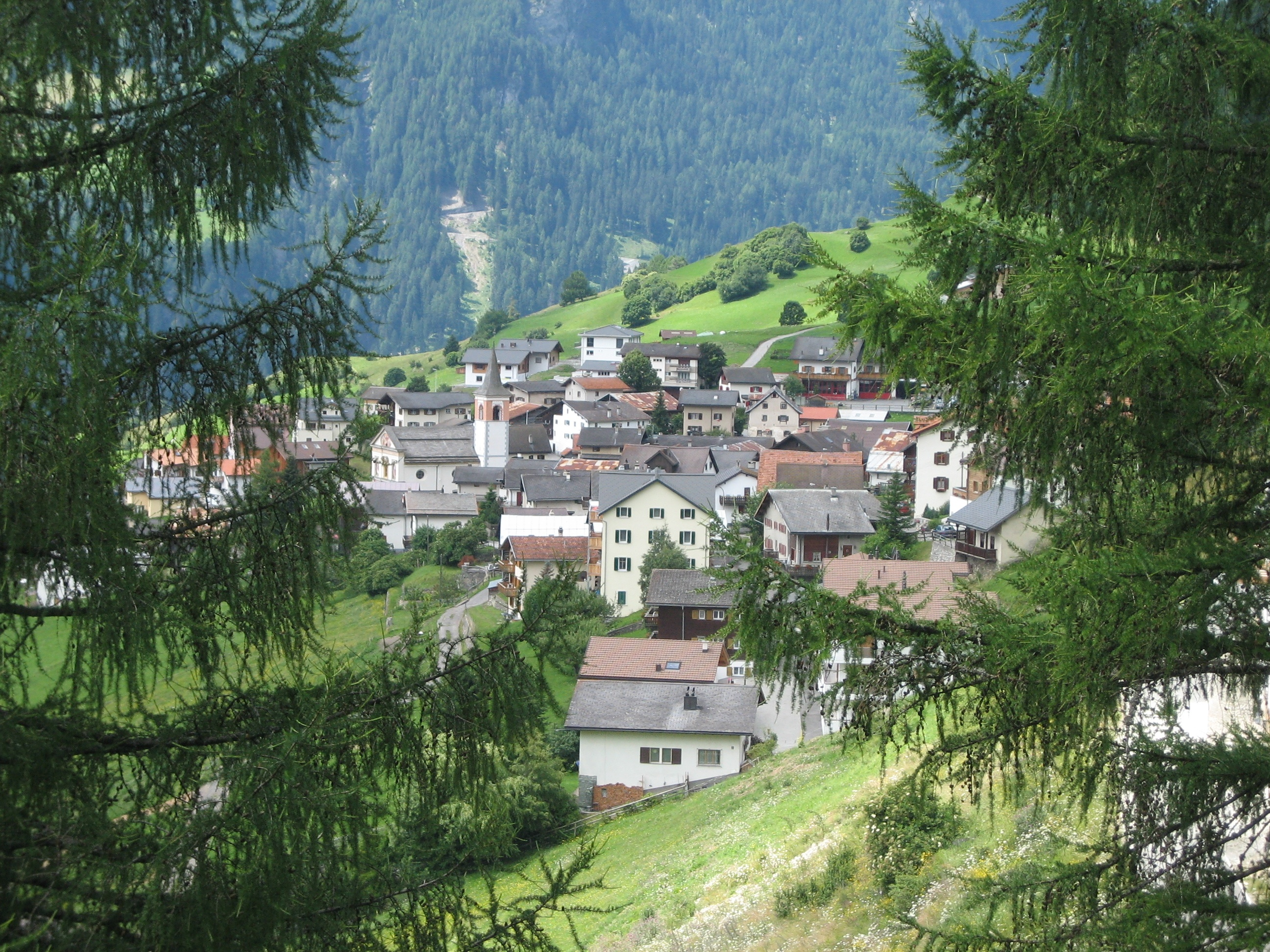
Lain, Ansicht von NE
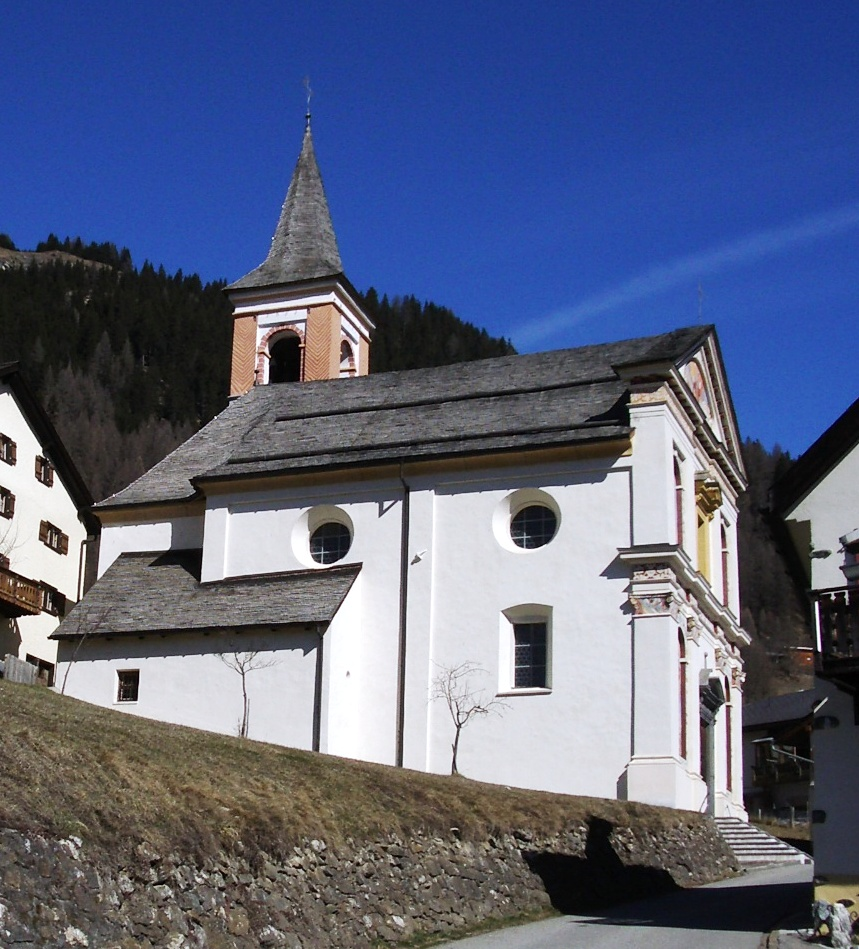
Kirche St. Luzius
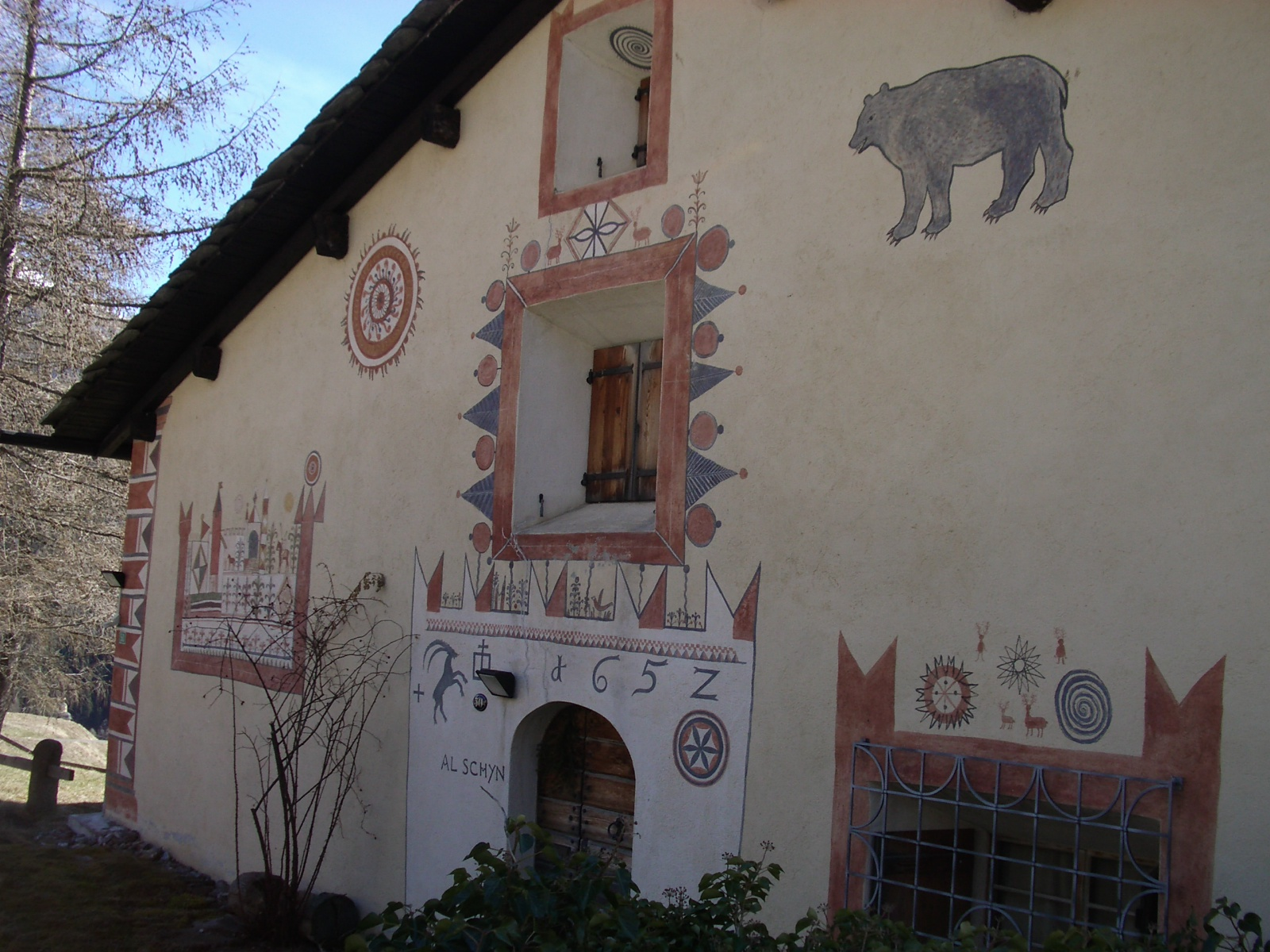
Haus Deflorin von 1652, Sgraffiti von Constant Könz
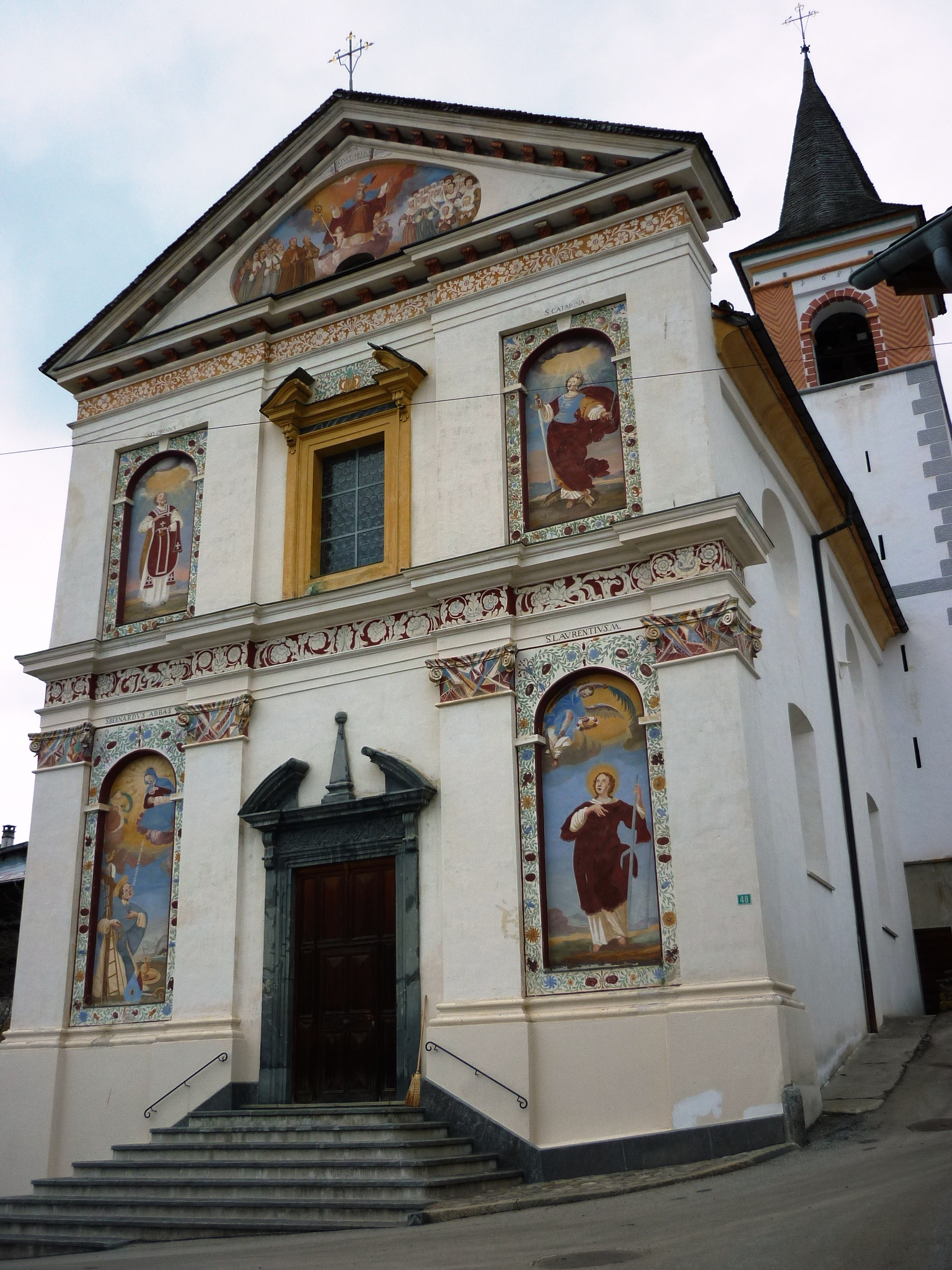
Prächtig dekorierte Hauptfassade der Kirche St. Luzius
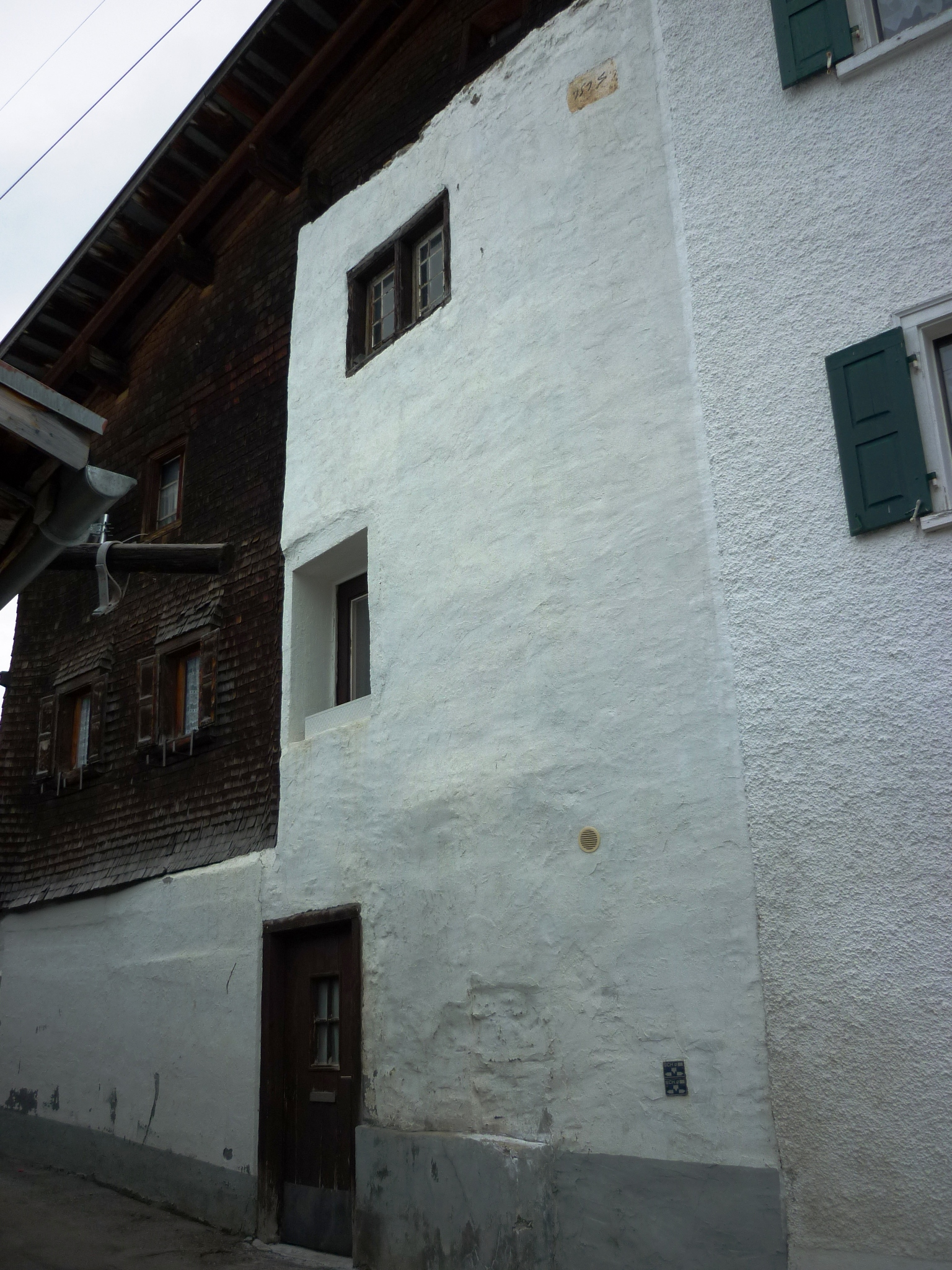
Eines der ältesten Häuser mit der Jahreszahl 1575
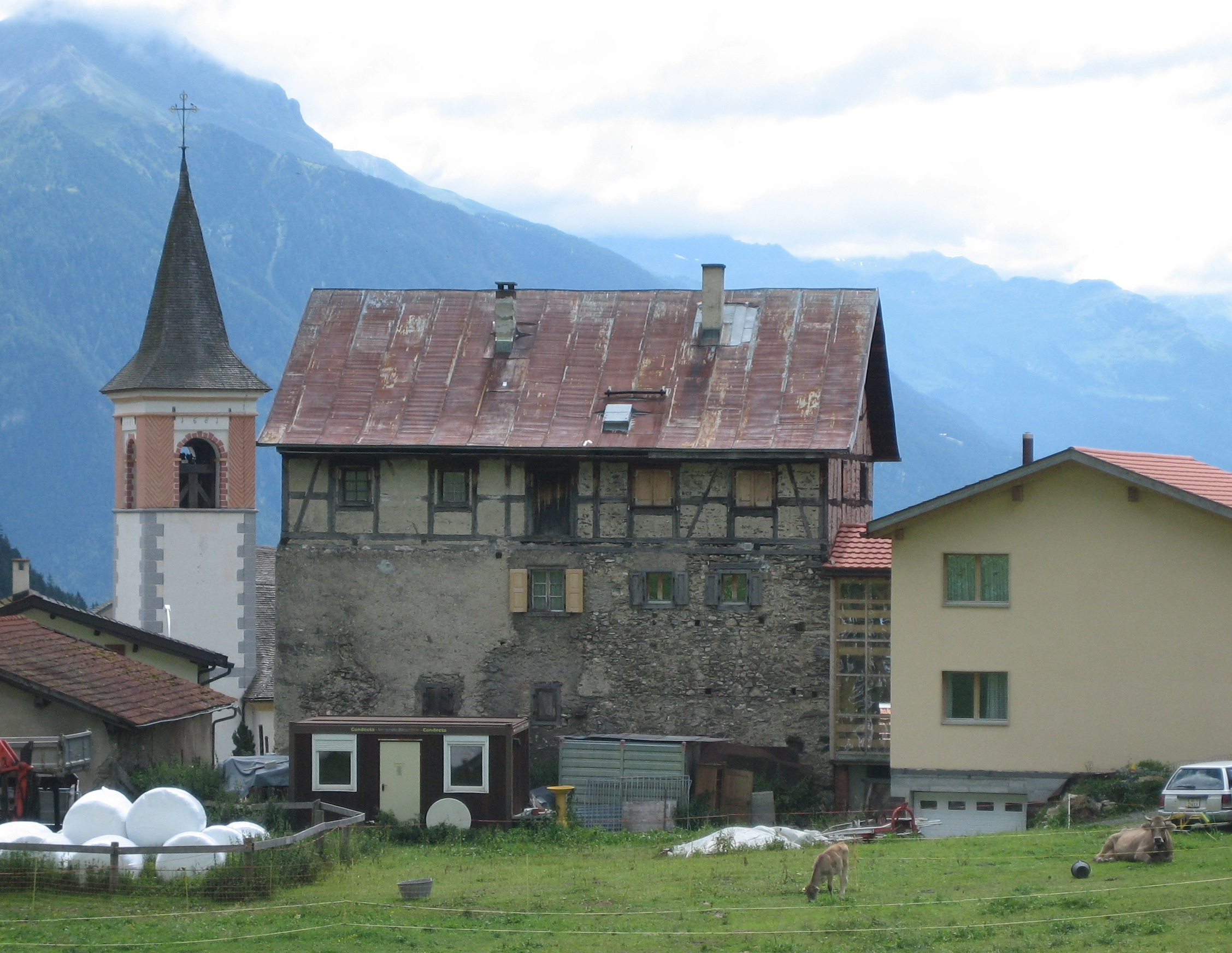
Haus Margreth. Älteste Anlageteile um 1600, Aufstockung im 19. Jh.